# Jüdischer Friedhof (Havixbeck)

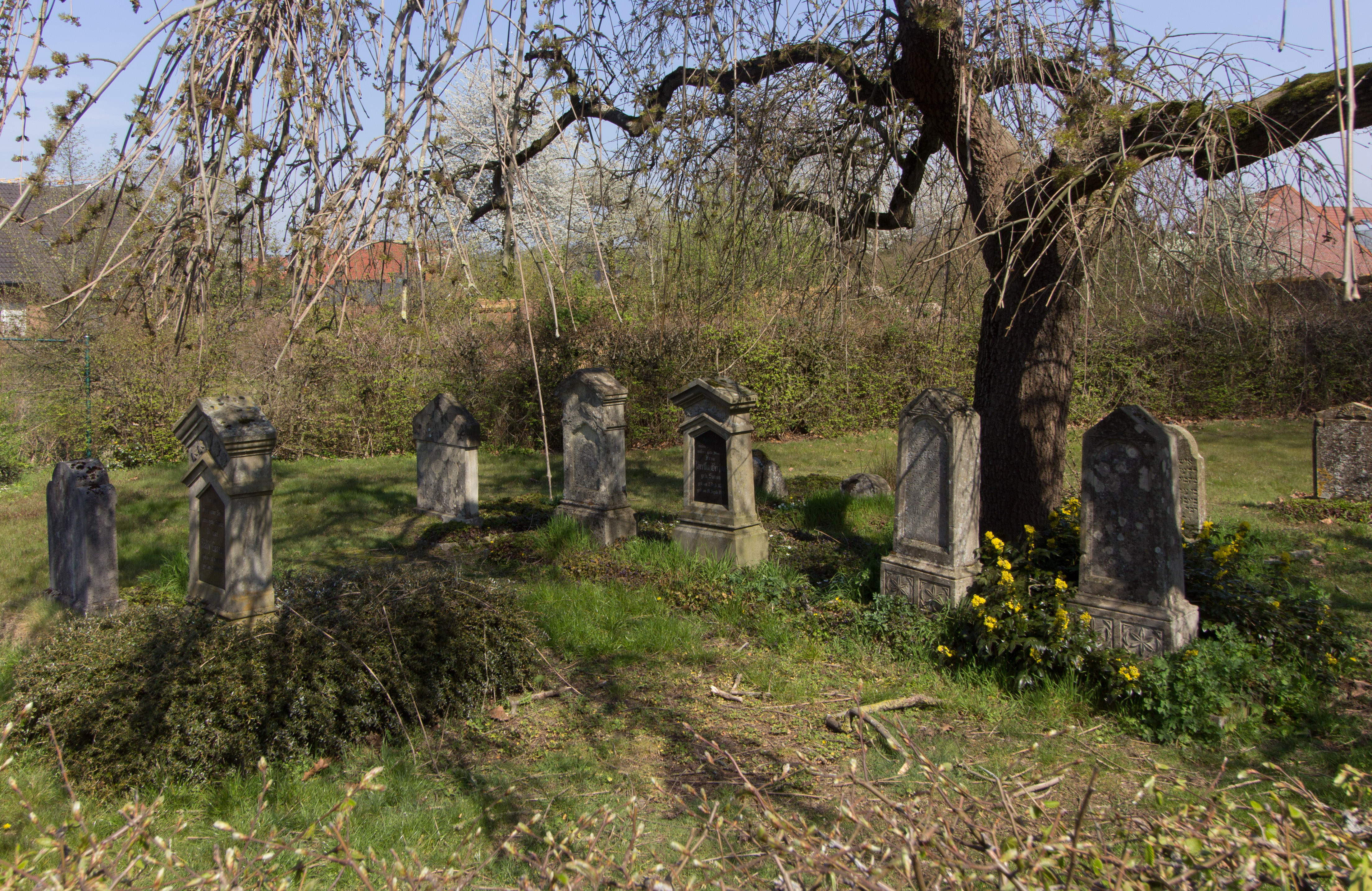
Der jüdische Friedhof in Havixbeck (April 2020)

Der Jüdische Friedhof Havixbeck befindet sich in der Gemeinde Havixbeck im Kreis Coesfeld in Nordrhein-Westfalen. Als jüdischer Friedhof ist er ein Baudenkmal und unter der Denkmalnummer 61 in der Denkmalliste eingetragen.
Auf dem Friedhof an der Schützenstraße zwischen Haus Nr. 41 und dem Sportplatz sind 15 Grabsteine erhalten. Er wurde von 1825 bis 1928 belegt.